# Luis Monti
Luis Monti (Buenos Aires, 15 mei 1901 – 9 september 1983) was een Italo-Argentijns voetballer en trainer. Monti was een van de spelers die deel uitmaakten van het eerste Wereldkampioenschap voetbal in 1930. Hij speelde de finale van het WK voor Argentinië en vier jaar later voor Italië.
Hij begon zijn carrière in 1921 bij Huracán. Een jaar later tekende hij bij Boca Juniors maar vertrok er zonder te spelen en ging naar San Lorenzo, waar hij 3 titels mee behaalde. In 1924 speelde hij voor het eerst in het nationale elftal en won in 1927 het Zuid-Amerikaans kampioenschap. Een jaar later won het Argentijnse elftal de zilveren medaille op de Olympische Spelen. Twee jaar later bereikte het elftal met Monti de finale op het eerste WK, die ze tegen Uruguay verloren.
In 1931 ging hij naar Italië en won er vier opeenvolgende titels met Juventus. Omdat hij een Argentijn was van Italiaanse afkomst werd hij ook opgeroepen voor het Italiaans voetbalelftal, waar hij deel uitmaakte van het elftal dat in de finale Tsjecho-Slowakije opzij zette.
Na zijn spelerscarrière bouwde hij nog een trainerscarrière uit.

## Foto's

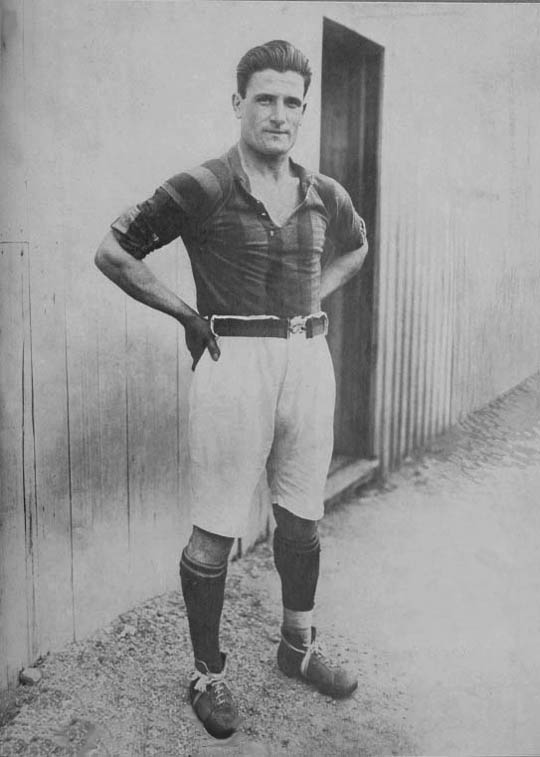
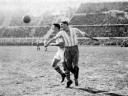
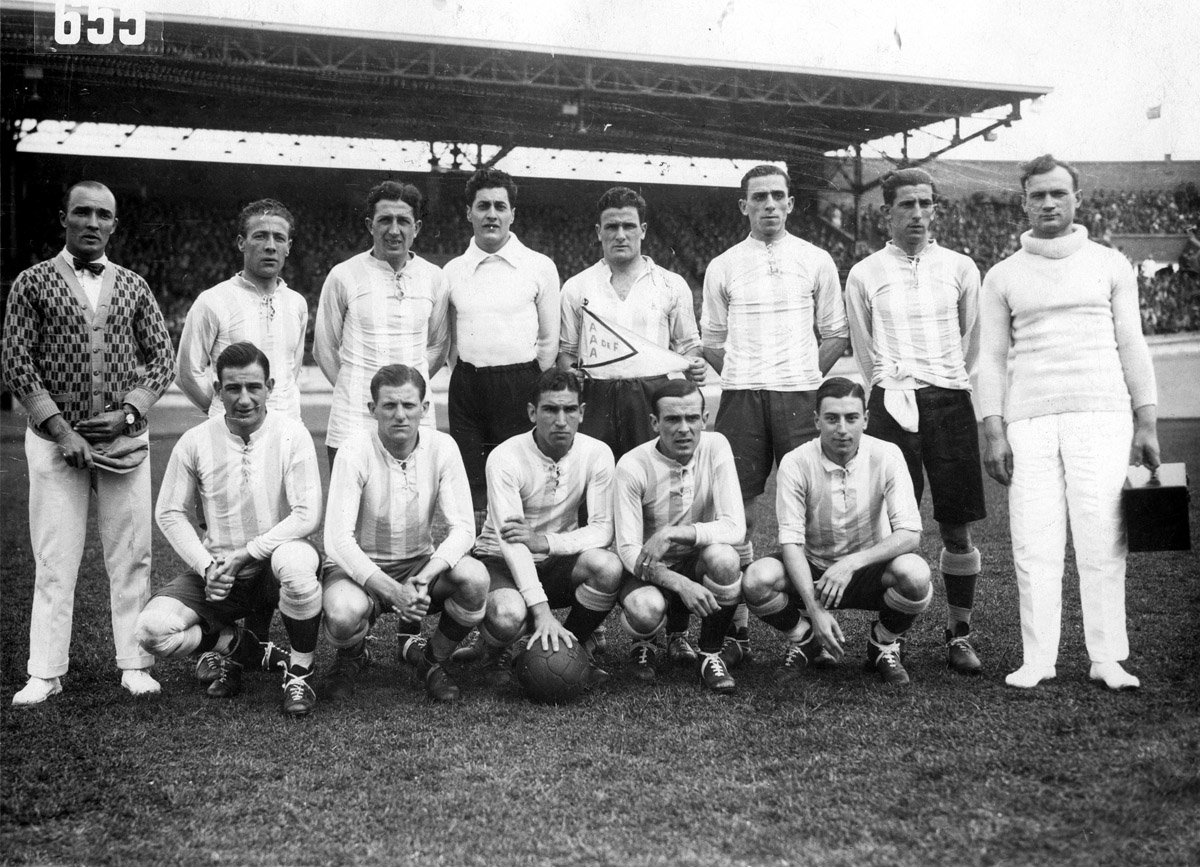
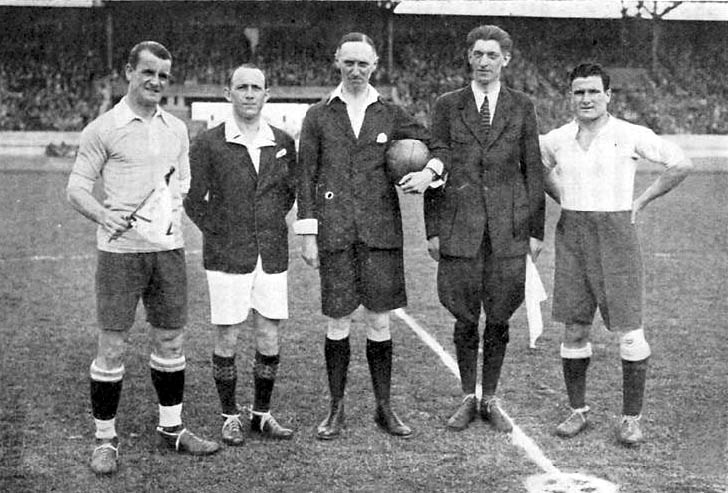
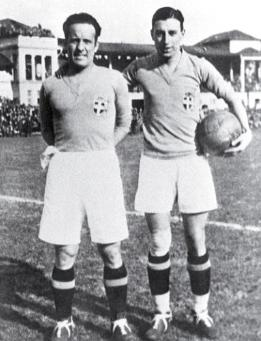

Cavanna ·
Combi  ·
Masetti ·
Allemandi ·
Caligaris ·
Monzeglio ·
Rosetta ·
Bertolini ·
Castellazzi ·
Ferraris ·
Monti ·
Pizziolo ·
Varglien ·
Arcari ·
Borel ·
Demaría ·
Ferrari ·
Guaita ·
Guarisi ·
Meazza ·
Orsi ·
Schiavio ·
Coach: Pozzo